# Església de Santa Magdalena de Polpís
L'església de Santa Maria Magdalena de Santa Magdalena de Polpís, d'estil neoclàssic, és un temple catòlic situat al centre de la població i seu d'una parròquia del bisbat de Tortosa.

## Història
Una església senzilla i de reduïdes dimensions es construeix en el segle xiv per una població petita, que des del segle xv fins al segle xvii es mantindrà despoblada, però conservant el consell municipal i la parròquia.
Durant el segle xviii es torna a poblar i es produeix un increment constant de la població que provoca, en els darrers anys del segle, l'ampliació de l'església allargant els peus de la nau.
A principis del segle xix, en maig de 1819, s'erigeix per segona vegada la parròquia a l'antiga església. I front l'increment de la població es fa necessària la construcció d'un temple més ampli que s'inicia al voltant de 1860 i acaba en 1866, construint-se adossat a l'antic temple. L'antiga església és dividida aleshores en dues parts, una es converteix en la capella de la Comunió, i l'altra, en magatzem de l'església.

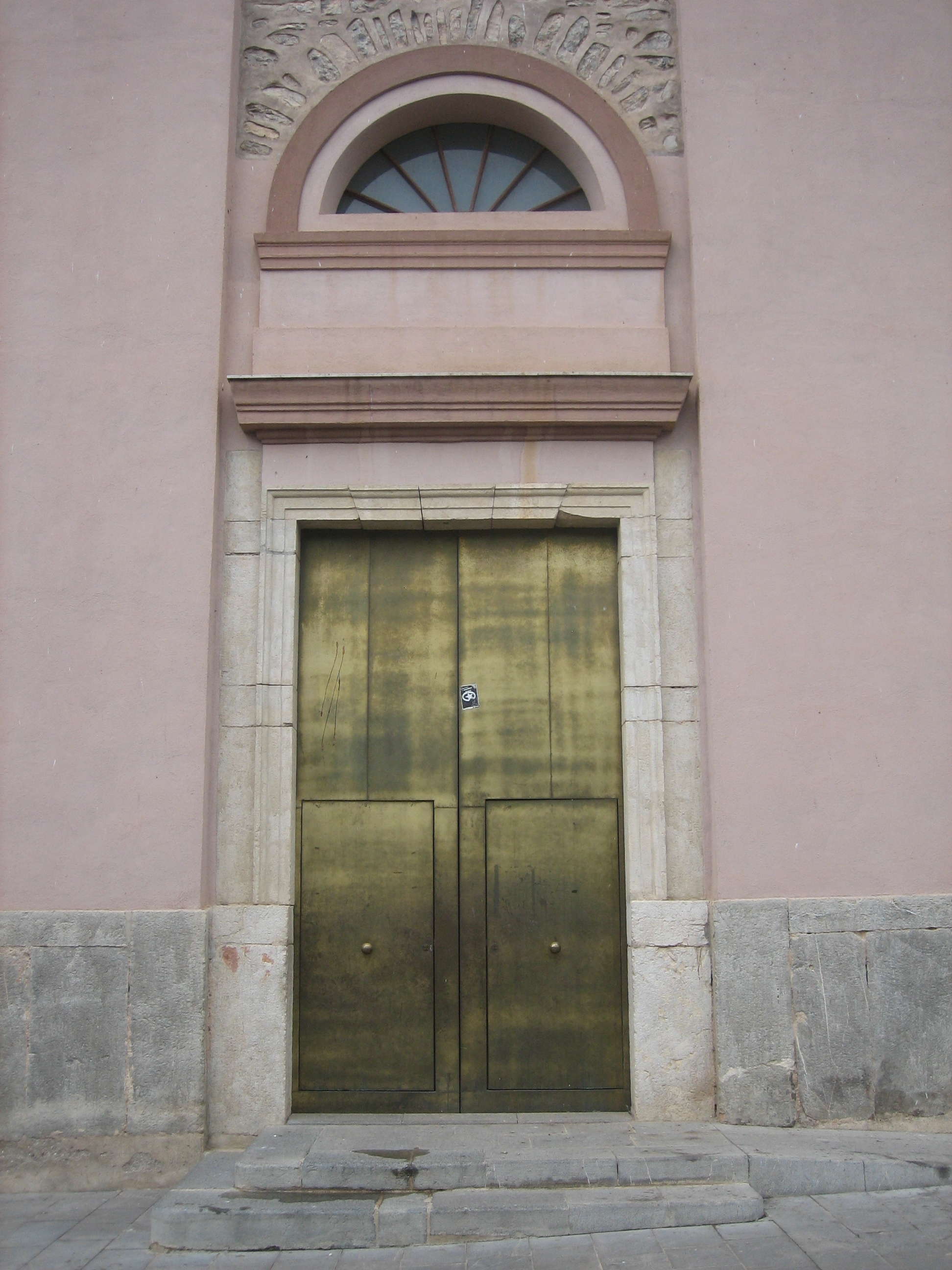
Portada

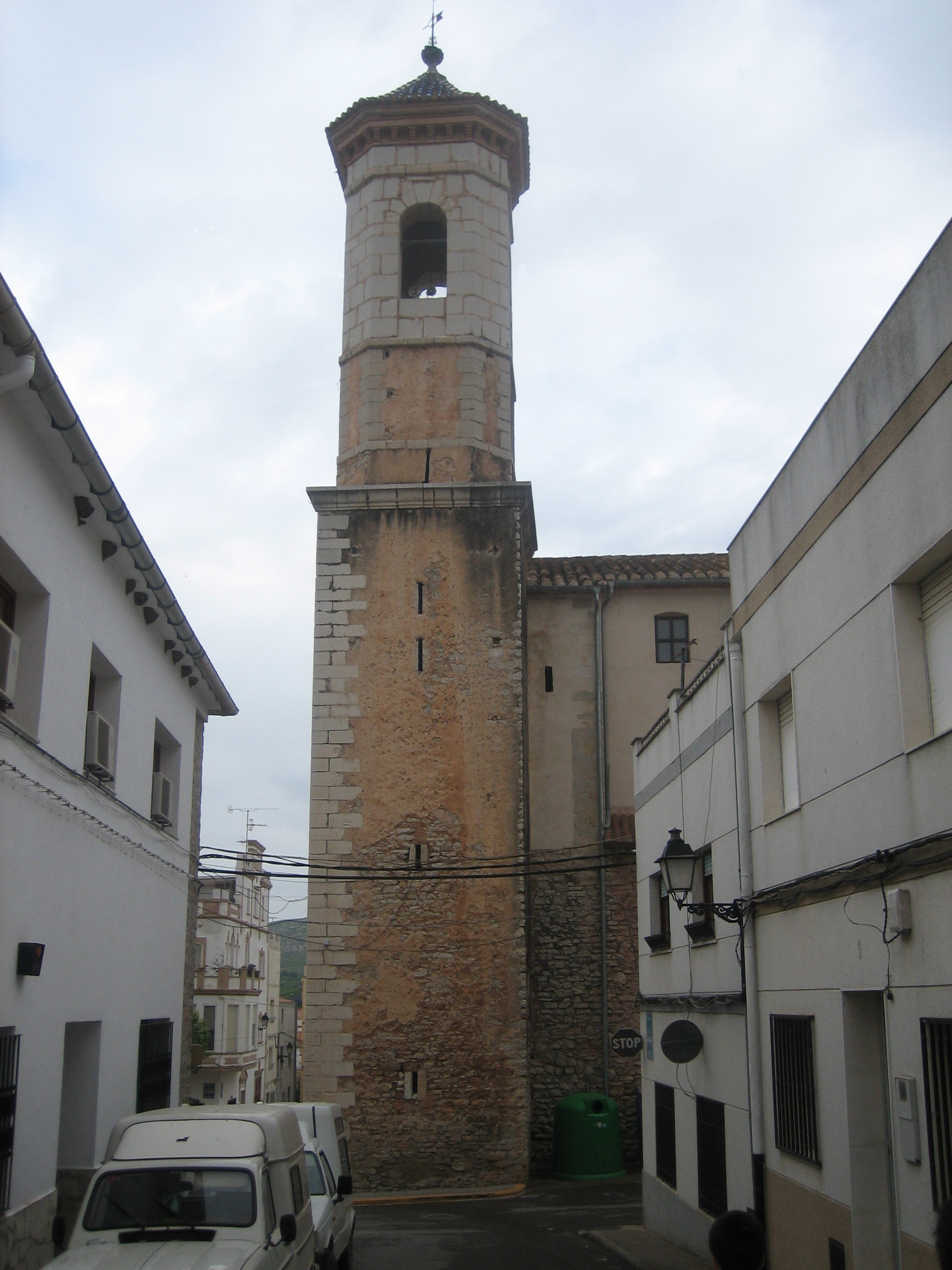
Campanar

## Arquitectura
El conjunt té dues parts perfectament diferenciades: el temple primitiu i la nova església, els dos adossats longitudinalment.

### Estructura
La nova fàbrica té planta rectangular, amb una sola nau de cinc trams, on el proper al presbiteri és més curt, coberta de volta de canó amb arcs torals sustentats per pilastres jòniques adossades, llunetes on s'obrin finestres de mig punt i capelles laterals entre els contraforts. La capçalera és recta, està elevada i té menys llum que la nau, i en els seus costats es troben les sagristies i altres dependències, comunicades per un passadís o trasaltar.

### Portada
La façana, als peus del temple, és molt senzilla, amb una portada amb llinda i brancals de carreus mínimament motllurats. Per damunt, una finestra semicircular permet il·luminar la nau. Corona la façana una cornisa triangular seguint la teulada de la nau.

### Torre-Campanar
El campanar, de planta quadrada, situat als peus de l'església i adossat en el costat de l'Epístola, es troba, en el primer cos, integrat en la façana, sobresurt un altre cos massís i, el tercer, el de les campanes, presenta una obertura de mig punt a cada costat amb els cantons aixamfranats. Culmina el conjunt amb una teulada de teules vidriades.

### Antiga església
Formada inicialment per una volta de canó apuntada reforçada per dos arcs torals, fou prolongada dos trams més als peus de la nau. El conjunt primitiu feia 8 m d'amplària per 12 m de llargària, i amb l'ampliació, hom arribà els 21,6 m de llargària.